# Рокоцин
Рокоцин (пол. Rokocin, нім. Rokoschin) — село в Польщі, у гміні Староґард-Гданський Староґардського повіту Поморського воєводства.
Населення — 966 осіб (2011).
У 1975-1998 роках село належало до Гданського воєводства.

## Демографія
Демографічна структура станом на 31 березня 2011 року:
|          | Загалом | Допрацездатний вік | Працездатний вік | Постпрацездатний вік |
| -------- | ------- | ------------------ | ---------------- | -------------------- |
| Чоловіки | 514     | 108                | 379              | 27                   |
| Жінки    | 452     | 117                | 286              | 49                   |
| Разом    | 966     | 225                | 665              | 76                   |